# Chère Elena Sergueïevna
Pour plus de détails, voir Fiche technique et Distribution.
Chère Elena Sergueïevna (Дорогая Елена Сергеевна) est un film soviétique réalisé par Eldar Riazanov, sorti en 1988,.

## Synopsis
Les quatre écoliers veulent recevoir une clé de boite où se trouvent leurs travaux pour les corriger. Ils arrivent à leur professeur Elena Sergueevna qui possède cette clé.

## Fiche technique
- Photographie : Vadim Alisov
- Musique : Gennadi Alexandrov
- Décors : Alexandre Borisov, Natalia Ivanova

## Distribution
- Marina Neïolova : Elena Sergueïevna
- Natalia Chtchoukina : Lialia
- Dmitri Marianov : Pacha
- Fiodor Dounaïevski : Vitiok
- Andreï Tikhomirnov : Volodia